# 大石幼一
大石 幼一 （おおいし よういち、1953年（昭和28年）2月6日 - ）は、日本の実業家。中部日本放送取締役相談役、CBCテレビ・CBCラジオ名誉会長、ケイマックス取締役。

## 略歴
静岡県出身。静岡県立清水東高等学校、慶應義塾大学法学部法律学科卒業後、1975年中部日本放送に入社（同期に久野誠、伊藤道之、宇佐美百合子）。
ニューヨーク支局長、総務局経理部長、経営監査部長を経て、2005年社長室長、2007年常務、2008年社長、2011年CBCラジオ取締役、2014年会長、2020年CBCテレビ・CBCラジオ名誉会長、TBSテレビ社外取締役。2023年中部日本放送取締役相談役。
2025年（令和7年）春の叙勲で旭日中綬章を受章した。

## 関連人物
- 松下賢次（大学同期、元TBSテレビアナウンサー、JNN・JRN系列でも同期）
- 堺正幸（大学同期、元フジテレビアナウンサー、フジ時代にCBCの元同僚である松山香織と当時放送されていた番組で共演）